# Alpské lyžování na Zimních olympijských hrách 2022 – sjezd ženy
Sjezd žen na Zimních olympijských hrách 2022 se konal 15. února 2022 jako čtvrtý ženský závod v alpském lyžování pekingské olympiády na sjezdovce Rock Národního centra alpského lyžování v obvodu Jen-čching. Pro silný vítr ve střední části trati kolem skoku Sugar Jump byl start o půl hodiny odložen na 11.30 hodin místního času. Do závodu nastoupilo 36 sjezdařek ze 17 výprav.
Obhájkyně stříbra z roku 2018 Norka Ragnhild Mowinckelová dojela čtrnáctá. Bronzová z Pchjongčchangu Američanka Lindsey Vonnová ukončila v březnu 2019 závodní kariéru. V předchozí části probíhající sezóny Světového poháru 2021/2022 se konalo osm sjezdů. Vedení v průběžné klasifikaci držela Italka Goggiová před Švýcarkou Corinne Suterovou a Rakušankou Ramonou Siebenhoferovou. 
Pátá ve startovní bráně Ester Ledecká, při své olympijské premiéře ve sjezdu, vedla na druhém i třetím mezičase. Riskantní jízda však ukončila její medailové naděje, když najela příliš rychle do branky na příkrém točitém svahu a komprese ji vynesla mimo závodní dráhu. Otočení kolem vlastní osy ustála bez pádu a závod dokončila se ztrátou více než šesti sekund.

## Medailistky
Olympijskou šampionkou se stala 27letá Corinne Suterová, která získala první olympijskou medaili. Závod „pod pěti kruhy“ vyhrála jako úřadující mistryně světa z roku 2021. Tento „double“ se naposledy podařil Američance Lindsey Vonnové na světovém šamponátu 2009 a vancouverské olympiádě 2010. Suterová se stala šestou švýcarskou olympijskou šampionkou ve sjezdu, když navázala na Schluneggerovou, Berthodovou, Nadigovou, Figiniovou a Gisinovou.
Suverénku sjezdových soutěží 29letou Italku Sofii Goggiovou limitovalo zranění, které si 23. ledna 2022 přivodila v cortinském Super-G. Na italské sjezdovce utrpěla drobnou zlomeninu holenní kosti a poškodila zkřížený vaz v levém koleni. Po rychlé rekonvalescenci však odletěla do dějiště her. Z pekingského Super-G se však musela odhlásit, protože ji nedoléčené koleno stále nedovolilo startovat. Do sjezdu již jako obhájkyně olympijského zlata nastoupila. Se ztrátou 16 setin sekundy skončila druhá a získala druhý olympijský kov.
Pro bronzovou medaili si dojela další Italka, mladší ze sesterského dua na trati Nadia Delagová, která ve 24 letech na olympiádě debutovala. Odvezla si tak první medaili z vrcholné světové akce. Jejím maximem ve Světovém poháru bylo čtvrté místo ze sjezdu v Zauchensee během ledna 2022.

## Výsledky
| P                                        | SČ | závodnice                | stát                   | čas              | ztráta           |
| ---------------------------------------- | -- | ------------------------ | ---------------------- | ---------------- | ---------------- |
| Zlatá olympijská medaile                 | 15 | Corinne Suterová         | Švýcarsko              | 1:31,87          | —                |
| Stříbrná olympijská medaile              | 13 | Sofia Goggiová           | Itálie                 | 1:32,03          | +0,16            |
| Bronzová olympijská medaile              | 11 | Nadia Delagová           | Itálie                 | 1:32,44          | +0,57            |
| 4.                                       | 17 | Kira Weidleová           | Německo                | 1:32,58          | +0,71            |
| 5.                                       | 1  | Elena Curtoniová         | Itálie                 | 1:32,87          | +1,00            |
| 6 .                                      | 4  | Joana Hählenová          | Švýcarsko              | 1:33,16          | +1,29            |
| 7.                                       | 18 | Cornelia Hütterová       | Rakousko               | 1:33,35          | +1,48            |
| 8.                                       | 8  | Marie-Michèle Gagnonová  | Kanada                 | 1:33,45          | +1,58            |
| 8.                                       | 9  | Mirjam Puchnerová        | Rakousko               | 1:33,45          | +1,58            |
| 10.                                      | 16 | Laura Gauchéová          | Francie                | 1:33,47          | +1,60            |
| 11.                                      | 10 | Nicol Delagová           | Itálie                 | 1:33,69          | +1,82            |
| 12.                                      | 7  | Ramona Siebenhoferová    | Rakousko               | 1:33,81          | +1,94            |
| 13.                                      | 2  | Romane Miradoliová       | Francie                | 1:33,93          | +2,06            |
| 14.                                      | 6  | Ragnhild Mowinckelová    | Norsko                 | 1:33,97          | +2,10            |
| 15.                                      | 3  | Jasmine Fluryová         | Švýcarsko              | 1:34,00          | +2,13            |
| 16.                                      | 19 | Lara Gutová-Behramiová   | Švýcarsko              | 1:34,03          | +2,16            |
| 17.                                      | 26 | Keely Cashmanová         | Spojené státy americké | 1:34,13          | +2,26            |
| 18.                                      | 12 | Mikaela Shiffrinová      | Spojené státy americké | 1:34,36          | +2,49            |
| 19.                                      | 20 | Tamara Tipplerová        | Rakousko               | 1:34,39          | +2,52            |
| 20.                                      | 25 | Julija Pleškovová        | Sportovci ROV          | 1:34,48          | +2,61            |
| 21.                                      | 30 | Jacqueline Wilesová      | Spojené státy americké | 1:34,60          | +2,73            |
| 22                                       | 14 | Ilka Štuhecová           | Slovinsko              | 1:34,88          | +3,01            |
| 23.                                      | 29 | Maruša Ferková Saioniová | Slovinsko              | 1:34,99          | +3,12            |
| 24.                                      | 31 | Roni Remmeová            | Kanada                 | 1:35,36          | +3,49            |
| 25.                                      | 23 | Alice Robinsonová        | Nový Zéland            | 1:35,57          | +3,70            |
| 26.                                      | 28 | Greta Smallová           | Austrálie              | 1:36,53          | +4,66            |
| 27.                                      | 5  | Ester Ledecká            | Česko                  | 1:38,18          | +6,31            |
| 28.                                      | 33 | Tereza Nová              | Česko                  | 1:39,38          | +7,51            |
| 29.                                      | 35 | Barbora Nováková         | Česko                  | 1:39,50          | +7,63            |
| 30.                                      | 34 | Nevena Ignjatovićová     | Srbsko                 | 1:40,73          | +8,86            |
| 31.                                      | 36 | Kchung Fan-jing          | Čína                   | 1:44,53          | +12,66           |
| —                                        | 21 | Alix Wilkinsonová        | Spojené státy americké | nedojela do cíle | nedojela do cíle |
| —                                        | 22 | Tiffany Gauthierová      | Francie                | nedojela do cíle | nedojela do cíle |
| —                                        | 24 | Elvedina Muzaferijová    | Bosna a Hercegovina    | nedojela do cíle | nedojela do cíle |
| —                                        | 27 | Camille Ceruttiová       | Francie                | nedojela do cíle | nedojela do cíle |
| —                                        | 32 | Cande Morenová           | Andorra                | nedojela do cíle | nedojela do cíle |
| P – pořadí, SČ – startovní číslo         |    |                          |                        |                  |                  |
| Závod odstartoval v 11.30 hodin (UTC+8). |    |                          |                        |                  |                  |